# Heinsdorfergrund
Heinsdorfergrund (pronunciación en alemán: /ˈhaɪ̯nsdɔʁfɐˌɡʁʊnt/ⓘ) es un municipio situado en el distrito de Vogtland, en el estado federado de Sajonia (Alemania), a una altitud de 380 metros. Su población a finales de 2016 era de unos 2000 habitantes y su densidad poblacional, 92 hab/km².